# Carollia brevicauda
Carollia brevicauda es una especie de murciélago microquiróptero de la familia Phyllostomidae.

## Distribución
Se encuentra en Bolivia, Brasil, Colombia, Ecuador, Guayana Francesa, Guayana, Panamá, Perú, Surinam, México y Venezuela.